# Астана (баскетбольный клуб)

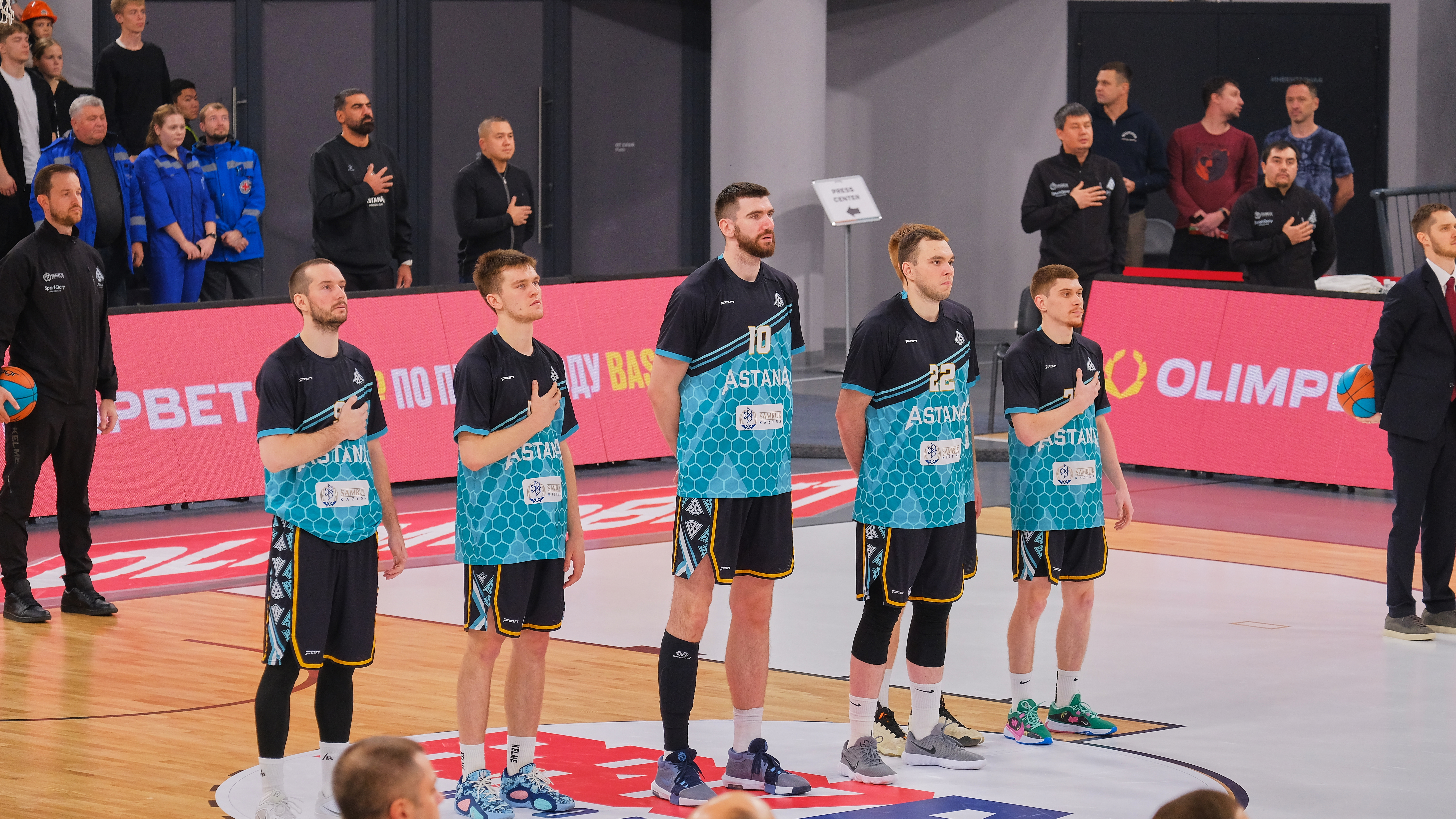
Команда в 2024 году. Слева направо: Щербак, Исаенко, Десятников, Походяев, Оразбеков

«Астана́» — казахстанский баскетбольный клуб из одноимённого города. Выступает в Западно-Азиатской Суперлиге и Кубке Казахстана.

## Эмблемы команды
|  |  |

## История
Баскетбольный клуб «Астана» создан в марте 2011 года при поддержке Фонда национального благосостояния «Самрук-Казына». В качестве главного тренера клуба, приглашён итальянский специалист Маттео Боничиолли, который в 2008 году был признан «Тренером года» в Италии.
В 2011/2012 БК «Астана» стартовала в Единой лиге ВТБ, став первой командой из Центральной Азии, которая попала в эту лигу. Выступая в азиатских турнирах, команда из Астаны стала одной из немногих команд, которая участвовала в турнирах двух континентов одновременно.
В 2013 году БК «Астана» вошёл в состав "Президентского профессионального спортивного клуба «Астана».
Перед началом сезона 2013/2014 БК «Астана» возглавил сербский специалист Александар Трифунович, который привёл команду к победе в Чемпионате Казахстана, а также вывел команду в плей-офф Единой лиги ВТБ.
В 2014 году «Астана» впервые приняла участие в европейских клубных соревнованиях — Кубке вызова ФИБА, завершив выступление на стадии ТОП-16, в шаге от 1/4 финала.
В 2016 году, баскетбольный клуб «Астана» был переименован, и получил название — Президентский Баскетбольный Клуб «Астана».
В мае 2025 года «Астана» сообщила о временном приостановлении участия в Единой лиге ВТБ. Данное решение было принято в связи с недостатком времени для адаптации к законодательным изменениям, напрямую влияющим на комплектование команды и привлечение легионеров необходимого уровня.

## Результаты выступлений
| Сезон     | Чемпионат Казахстана | Кубок Казахстана        | Единая лига ВТБ         | Международные турниры                |
| --------- | -------------------- | ----------------------- | ----------------------- | ------------------------------------ |
| 2011/2012 | Чемпион              | Обладатель (2011, 2012) | 14 место                | —                                    |
| 2012/2013 | Чемпион              | Обладатель              | 1/8 финала              | —                                    |
| 2013/2014 | Чемпион              | Обладатель              | 1/8 финала              | —                                    |
| 2014/2015 | Чемпион              | —                       | 1/4 финала              | Кубок Вызова ФИБА: TOP-16            |
| 2015/2016 | 2 место              | —                       | 15 место                | Кубок ФИБА Европа: Регулярный сезон  |
| 2016/2017 | Чемпион              | Обладатель              | 1/4 финала              | —                                    |
| 2017/2018 | Чемпион              | Обладатель              | 10 место                | Кубок чемпионов ФИБА Азия: 3 место   |
| 2018/2019 | Чемпион              | Обладатель              | 1/4 финала              | —                                    |
| 2019/2020 | Чемпион              | Обладатель              | сезон досрочно завершён | —                                    |
| 2020/2021 | Чемпион              | Обладатель              | 12 место                | —                                    |
| 2021/2022 | Чемпион              | Финалист                | 10 место                | —                                    |
| 2022/2023 | Чемпион              | Обладатель              | 11 место                | Западно-Азиатская Суперлига: 3 место |
| 2023/2024 | —                    | —                       | 13 место                | —                                    |
| 2024/2025 | Чемпион              | Обладатель              | 12 место                | —                                    |

## Достижения
Кубок чемпионов ФИБА Азия
- Бронзовый призёр: 2017

Западно-Азиатская Суперлига
- Бронзовый призёр: 2022/2023

Чемпионат Казахстана
- Чемпион (12): 2011/2012, 2012/2013, 2013/2014, 2014/2015, 2016/2017, 2017/2018, 2018/2019, 2019/2020, 2020/2021, 2021/2022, 2022/2023, 2024/2025
- Серебряный призёр: 2015/2016

Кубок Казахстана
- Обладатель (11): 2011, 2012, 2013, 2014, 2017, 2018, 2019, 2020, 2021, 2023, 2024
- Серебряный призёр: 2022

## Персоналии

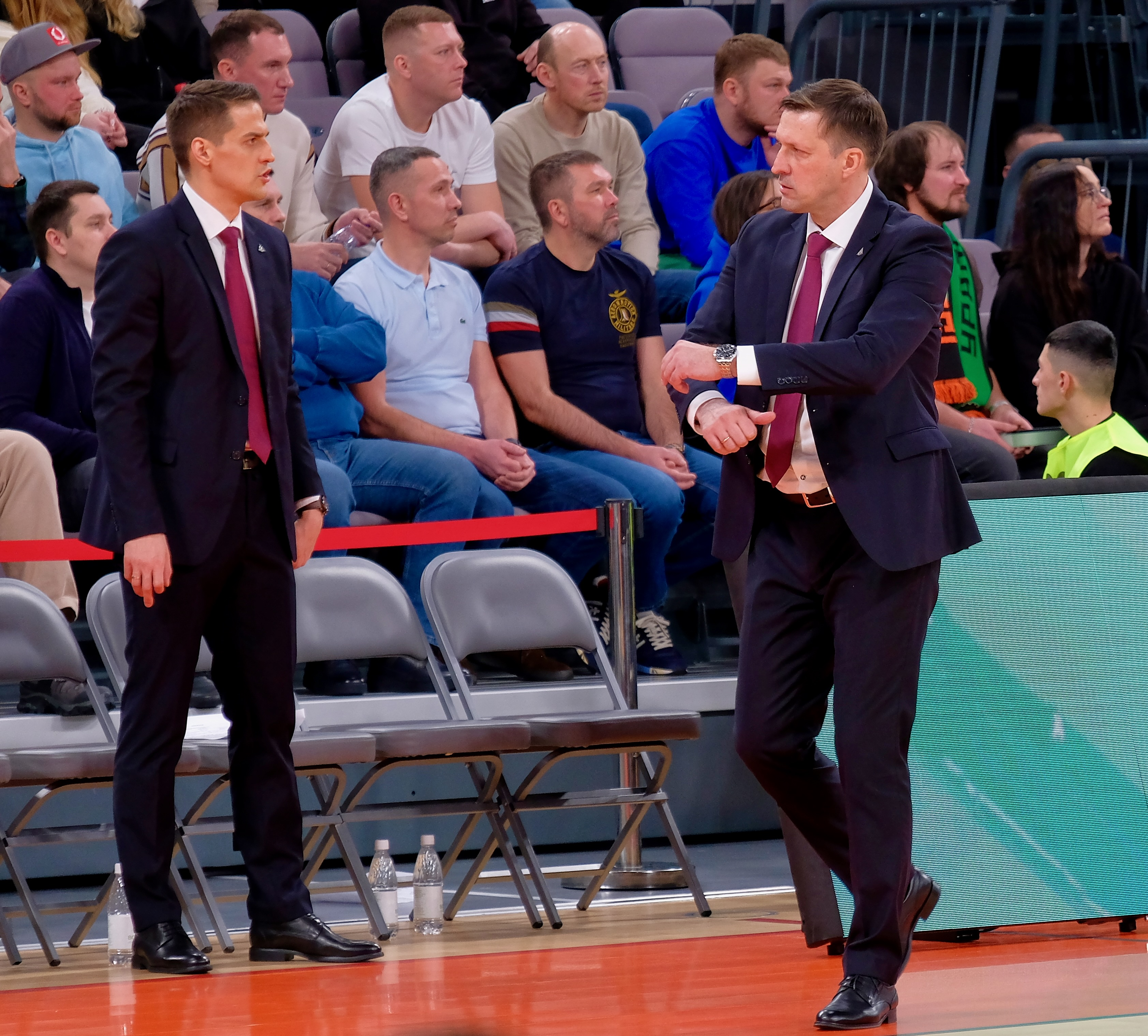
Тренерский штаб в 2024 году: Олег Киселёв (справа) и Глеб Плотников

### Главные тренеры
- 2011—2013 —  Маттео Боничиолли
- 2013—2015 —  Александар Трифунович
- 2015—2016 —  Рамунас Бутаутас[3]
- 2016—2017 —  Илиас Папатеодору[4]
- 2017—2018 —  Костас Флеваракис[5]
- 2018 —  Михаил Карпенко
- 2018—2021 —  Эмил Райкович[6]
- 2021—2022 —  Дарко Руссо[7]
- 2022 —  Деян Парежанин (и. о.)[8]
- 2022—2024 —  Олег Киселёв[9]
- 2024 —  Фотиос Такианос[10]
- 2024—н.в. —  Глеб Плотников (и. о.)[11]

### Капитаны команды
- 2011—2019 —  Рустам Ергали
- 2019—н.в. —  Рустам Мурзагалиев[12]

### Генеральные директора
- 2011—2022 —  Валерий Тихоненко
- 2022—н.в. —  Самсон Аракелян[13]

## Текущий состав
| \| Поз. \| № \| Гражд. \| Имя \| Дата рождения (возраст) \| Рост \| Вес \| Звание \| \| ---- \| -- \| ------ \| ---------------------- \| ------------------------- \| ------ \| ------ \| ------ \| \| АЗ \| 1 \| \| Григорий Мотовилов \| 7 февраля 1998 (27 лет) \| 191 см \| 88 кг \| МС \| \| РЗ \| 3 \| \| Рустам Мурзагалиев (К) \| 24 мая 1992 (33 года) \| 190 см \| 84 кг \| \| \| ЛФ \| 4 \| \| Даниэль Утоми \| 7 марта 1997 (28 лет) \| 188 см \| 89 кг \| \| \| АЗ \| 6 \| \| Тейджон Старкс \| 11 сентября 1998 (26 лет) \| 201 см \| 100 кг \| \| \| АЗ \| 9 \| \| Вадим Щербак \| 24 мая 1993 (32 года) \| 194 см \| 88 кг \| \| \| ТФ \| 22 \| \| Данила Походяев \| 4 февраля 2001 (24 года) \| 204 см \| 105 кг \| \| \| РЗ \| 26 \| \| Магжан Сарсенгалиев \| 23 февраля 2002 (23 года) \| 188 см \| 79 кг \| \| \| ЛФ \| 47 \| \| Руслан Айткали \| 19 декабря 1997 (27 лет) \| 195 см \| 93 кг \| \| \| ЛФ \| 53 \| \| Владислав Исаенко \| 9 июня 2004 (21 год) \| 196 см \| 88 кг \| \| \| Ц \| 55 \| \| Аскар Майдекин \| 28 мая 1997 (28 лет) \| 203 см \| 102 кг \| \| \| РЗ \| 76 \| \| Александр Оразбеков \| 30 июля 2002 (22 года) \| 180 см \| 72 кг \| \| | Главный тренер - Глеб Плотников (и. о.) Ассистенты тренера - Дмитрий Базаревич Легенда - (К) — Капитан команды Последнее изменение: 30 мая 2025 года |                 |                        |                           |        |        |        |
| Поз. | № | Гражд.          | Имя                    | Дата рождения (возраст)   | Рост   | Вес    | Звание |
| АЗ | 1 | Флаг России     | Григорий Мотовилов     | 7 февраля 1998 (27 лет)   | 191 см | 88 кг  | МС     |
| РЗ | 3 | Флаг Казахстана | Рустам Мурзагалиев (К) | 24 мая 1992 (33 года)     | 190 см | 84 кг  |        |
| ЛФ | 4 | Флаг США        | Даниэль Утоми          | 7 марта 1997 (28 лет)     | 188 см | 89 кг  |        |
| АЗ | 6 | Флаг США        | Тейджон Старкс         | 11 сентября 1998 (26 лет) | 201 см | 100 кг |        |
| АЗ | 9 | Флаг Казахстана | Вадим Щербак           | 24 мая 1993 (32 года)     | 194 см | 88 кг  |        |
| ТФ | 22 | Флаг России     | Данила Походяев        | 4 февраля 2001 (24 года)  | 204 см | 105 кг |        |
| РЗ | 26 | Флаг Казахстана | Магжан Сарсенгалиев    | 23 февраля 2002 (23 года) | 188 см | 79 кг  |        |
| ЛФ | 47 | Флаг Казахстана | Руслан Айткали         | 19 декабря 1997 (27 лет)  | 195 см | 93 кг  |        |
| ЛФ | 53 | Флаг Казахстана | Владислав Исаенко      | 9 июня 2004 (21 год)      | 196 см | 88 кг  |        |
| Ц | 55 | Флаг Казахстана | Аскар Майдекин         | 28 мая 1997 (28 лет)      | 203 см | 102 кг |        |
| РЗ | 76 | Флаг Казахстана | Александр Оразбеков    | 30 июля 2002 (22 года)    | 180 см | 72 кг  |        |

## Талисман команды
4 ноября 2019 года на домашнем матче против «Зенита» (109:108) был презентован талисман «Астаны» — птица «Самрук», а для друзей и болельщиков клуба просто Сэм или Сэмми.